# 津巴布韦开放大学
津巴布韦开放大学（简称ZOU），创办于1999年，是津巴布韦惟一的开放和远程教育大学，现为全国注册学生数最多的大学。津巴布韦开放大学的所有教学项目分设在三个学院之下。

## 历史
津巴布韦独立后，政府推行全民教育政策，致力于现代人才的培养。但当时全国仅有一所大学，即津巴布韦大学，并不能满足整个国家大学教育的需求。为解决此问题，政府在1981年和1986年分别成立了威廉姆斯委员会（Williams Commission）和津巴布韦开放大学可行性研究委员会（Zimbabwe Open University Feasibility Study）。1994年7月，另一个委员会成立，负责研究大学远程教育的发展。委员会建议，应成立高等教育级别的远程教育机构，为成年人口提供继续教育。此前，津巴布韦大学的远程教育中心（Center for Distance Education，CDE）刚于1993年成立。1996年，CDE被改组为远程教育大学学院（University College of Distance Education，UCDE）。1999年3月1日，又根据议会通过的一项法案，更名为津巴布韦开放大学。

## 概况
津巴布韦开放大学在其网站上宣布，其目标是“在2009年建成世界一流的开放性远程教育大学”，其使命是“授予人们终身学习的能力，从而能够在不同行业中实现各自的潜能”。
下表列出1999年至2003年期间，津巴布韦开放大学的注册学生数。
| 年份         | 1999年 | 2000年 | 2001年 | 2002年 | 2003年 |
| ------------ | ------ | ------ | ------ | ------ | ------ |
| 注册学生总数 | 14313  | 16995  | 23161  | 17770  | 19228  |

2001年，由于商业学位课程的引入，注册学生数达到历史最高的23161人。2002年，学生数回落到17770。这一方面是由于部分学生发现独立学习的困难程度比想像中要大；而另一方面，许多学生面临经济困难，而中断了学业。2003年，注册学生达19228人，占整个国家大学生总数的46.9%。而2006年据估计约有20000名学生在津巴布韦开放大学注册，使这所大学成为津巴布韦注册学生数最多的大学。

## 教学组织
津巴布韦开放大学是一所多学科综合性大学，提供学位课程和非学位课程。学校现设三个学院，分别是科学学院（Faculty of Science）、人文学院（Faculty of Arts, Education and Humanities）和商法学院（Faculty of Commerce and Law）。各学院共提供24个教学项目。
科学学院下设心理学与特殊教育系（Department of Psychology, Special Education and Counselling）、地理与环境研究系（Department of Geography and Environmental Studies）、护理与体育运动系（Department of Nursing, Physical Education and Sport）、农业系（Department of Agriculture）以及科学、数学与技术系（Department of Science, Mathematics and Technology）。人文学院下设教育管理系（Department of Educational Management）、课程与教育系（Department of Curriculum and Instruction）以及语言文学与媒体研究系（Department of Languages, Literature and Media Studies）。商法学院下设会计、银行与金融系（Accounting Banking and Finance Department）和管理与市场系（Management and Marketing Department），并开设研究生项目。
津巴布韦开放大学采用印刷教材、录像带、视频、电话、传真、电子邮件、CD和广播等多种方式开展远程教学，并在各地教学中心定期组织面授教学。津巴布韦开放大学是非洲政府可持续电子远程培训项目（Electronic Distance Training on Sustainability in African Local Governments，EDITOSIA）的合作伙伴。该项目于2001年启动，旨在向政府、培训机构和其它教学组织的决策者提供教育手段方面的建议，以帮助非洲各国政府应对教育可持续发展的挑战。
津巴布韦开放大学图书馆对该大学的成功起到重要作用。图书馆在大学的各区域中心都设有分部，很受民众欢迎。各分部统一受总部管理和协调。津巴布韦开放大学图书馆与津巴布韦大学图书馆协会（Zimbabwe University Libraries Associations）下的其它大学图书馆签署协议，互相共享资源。

## 社会影响
津巴布韦开放大学的农业课程对该国土地改革做出了重大贡献。工业界也十分认可津巴布韦开放大学，许多雇员接受该大学的教育之后，在工作岗位上都有更好的表现。津巴布韦开放大学的毕业生已经几乎遍布津巴布韦经济体系中的每个角落。